# Plebicula gandzhana
Plebicula gandzhana är en fjärilsart som beskrevs av Obraztsov 1936. Plebicula gandzhana ingår i släktet Plebicula och familjen juvelvingar. Inga underarter finns listade i Catalogue of Life.